# Wanderlust (Fernsehserie)
Wanderlust ist eine britische sechsteilige Fernsehserie von Nick Payne. Sie wurde vom britischen Sender BBC One und dem internationalen Streamingdienst Netflix koproduziert; entsprechend wurde sie im Vereinigten Königreich ab dem 4. September 2018 wöchentlich auf BBC One ausgestrahlt und außerhalb des Vereinigten Königreichs global am 19. Oktober 2018 vollständig auf Netflix veröffentlicht. Die von Toni Collette gespielte Hauptrolle öffnet darin ihre Ehe, sodass mit der Serie alternative Formen des Sexual- und Ehelebens thematisiert werden.

## Handlung
Nachdem die Therapeutin Joy Richards von einem Fahrradunfall geheilt ist, schlagen die Versuche mit ihrem Ehemann Alan fehl, das Sexleben wieder aufzunehmen. Kurz darauf entsteht für beide eine Situation, in der sie spontan mit jemand anderem Sex haben. Als sie sich das gegenseitig gestehen, kommen sie darin überein, dass sie sich zwar immer noch sehr lieben, aber ihre Gefühle beim Sex hätten sich geändert, bei dem es anstrengend geworden sei, es zu versuchen, und beide würden gerne die andere Person wiedersehen. Also schlägt Joy vor, dass sie genau dies zumindest ausprobieren und sehen sollten, wohin es sie führt: zusammenbleiben, aber den Sex mit anderen Partnern haben.
Einerseits genießen sie den außerehelichen Verkehr, der andererseits auch den zwischen ihnen selbst belebt, und nachdem sich auch die Partner damit zurechtfinden, wie das Arrangement funktioniert, gelingen sogar Treffen zu viert. Komplikationen und Widerstände kommen allerdings auf, als sie es ihren Kindern erklären, unter den Erwachsenen ihres Umfelds öffentlich bekannt wird und sie mit der Zeit über Sex hinaus Gefühle für die anderen Personen entwickeln. Die fünfte Episode besteht vollständig aus einem Gespräch zwischen Joy und ihrer eigenen Therapeutin, in dem sie die Ursachen für ihr Verhalten ergründen. Gegen Ende zieht Alan aus dem Haus aus, weil er sich in seine Affäre verliebt hat, doch diese beendet trotz eigener Gefühle das Verhältnis, und Joy und Alan finden sich zum Schluss wieder in ihrer Zweierpartnerschaft.

## Episodenliste
Die Episoden tragen keine individuellen Titel, sondern sind bloß durchnummeriert.
| Nr. | Regie          | Drehbuch   | Veröffentlichung   | Veröffentlichung |
| Nr. | Regie          | Drehbuch   | BBC One            | Netflix          |
| --- | -------------- | ---------- | ------------------ | ---------------- |
| 1   | Luke Snellin   | Nick Payne | 4. September 2018  | 19. Oktober 2018 |
| 2   | Luke Snellin   | Nick Payne | 11. September 2018 | 19. Oktober 2018 |
| 3   | Luke Snellin   | Nick Payne | 18. September 2018 | 19. Oktober 2018 |
| 4   | Lucy Tcherniak | Nick Payne | 25. September 2018 | 19. Oktober 2018 |
| 5   | Lucy Tcherniak | Nick Payne | 2. Oktober 2018    | 19. Oktober 2018 |
| 6   | Lucy Tcherniak | Nick Payne | 9. Oktober 2018    | 19. Oktober 2018 |

## Besetzung und Synchronisation
Die deutschsprachige Synchronisation entstand nach Dialogbüchern von Martin Brücker und unter der Dialogregie von Detlef Klein durch Digital Media Technologie in Hamburg.
| Rolle             | Beschreibung                       | Darsteller        | Synchronsprecher          |
| ----------------- | ---------------------------------- | ----------------- | ------------------------- |
| Joy Richards      | Therapeutin                        | Toni Collette     | Christin Marquitan        |
| Alan Richards     | Joys Mann, Englischlehrer          | Steven Mackintosh | Stephan Benson            |
| Claire Pascal     | Alans Kollegin und Affäre          | Zawe Ashton       | Katharina von Keller      |
| Marvin Walters    | Polizist und Joys Affäre           | William Ash       | Constantin von Westphalen |
| Jennifer Ashman   | Schülerin, in die Tom verliebt ist | Anya Chalotra     | Linda Fölster             |
| Naomi Richards    | Joys und Alans 18-jährige Tochter  | Emma D’Arcy       | Franciska Friede          |
| Laura Richards    | Joys und Alans 25-jährige Tochter  | Celeste Dring     | Julia Fölster             |
| Marc              | Date von Joy                       | Dylan Edwards     |                           |
| Michelle McCullen | Schülerin, die in Tom verliebt ist | Isis Hainsworth   | Alina Degener             |
| Rita Bellows      | Joys und Alans Nachbarin           | Anastasia Hille   | Traudel Sperber           |
| Tom Richards      | Joys und Alans 16-jähriger Sohn    | Joe Hurst         | Jesse Grimm               |
| Lawrence Cole     | früherer Partner von Joy           | Paul Kaye         | Christian Rudolf          |
| James Marcham     | Elaines Mann, Patienten von Joy    | Andy Nyman        | Jens Wendland             |
| Jason Hales       | ein Patient von Joy, Lauras Date   | Royce Pierreson   | Martin Brücker            |
| Neil Bellows      | Joys und Alans Nachbar             | Jeremy Swift      | Robert Levin              |
| Elaine Marcham    | Joshs Frau, Patientin von Joy      | Robin Weaver      |                           |
| Angela Bowden     | Joys Therapeutin                   | Sophie Okonedo    | Kristina von Weltzien     |

## Produktion und Ausstrahlung
Wanderlust ist das Fernsehdebüt des Dramatikers Nick Payne, der die Drehbücher als Adaption seines gleichnamigen Stücks geschrieben hat, und wurde in zwei Blöcken durch Luke Snellin und Lucy Tcherniak inszeniert. Im November 2017 wurde als zentrale Figur Toni Collette besetzt. Die Serie wurde durch das Produktionsunternehmen Drama Republic, das für Doctor Foster bekannt ist, hergestellt und ist eine Ko-Produktion des britischen Fernsehsenders BBC One, der sie im Vereinigten Königreich ab dem 4. September 2018 ausstrahlte, und des Streamingdienstes Netflix, der sie international am 19. Oktober veröffentlichte. In den Vereinigten Staaten hatte die erste Episode aber ihre Premiere am 22. September beim Los Angeles Film Festival.

## Rezeption
Ben Travers von IndieWire, der die Note B+ vergibt, urteilte, dass der Serienschöpfer Nick Payne zu gleichen Teilen einfühlsam und schneidend seine Figuren ehrlich behandle und im Gegenzug eine Staffel kreierte, die herzerwärmend wie auch tragisch sei, und schreibt zum Thema: „Wanderlust argumentiert anfangs für ihre Plausibilität, aber behandelt eine offene Ehe nicht als Allheilmittel für ein zufriedenes Sexleben. [Die Serie] ist bereit, sich auf die verkomplizierten Anhängsel, die nicht nur durch Flirten und Frivolität, sondern auch aus der Freiheit beider entstanden sind.“
Für Kevin Hennings von DWDL.de ist das Arrangement zwischen den Figuren als „mutiger Ansatz, der Wanderlust schnell von einer typischen RomCom zu einer überaus erwachsenen Dramedy wachsen lässt, die ihre Zielgruppe jedoch nicht ganz fokussier,“ und sieht als eine Lehre der Serie: „Doch ganz gleich, ob man dem gezeigten Ehe-Modell nun etwas abgewinnen kann oder nicht, so appelliert die Serie zumindest daran, sich öfter mal mit dem Partner zu unterhalten. Nicht nur darüber, wie der Tag war und wie schlimm es derzeit im Büro ist. Sondern vor allem darüber, was man eigentlich selbst möchte und von seinem Gegenüber erwartet – in jeder Hinsicht. Fehlende Kommunikation führt dazu, dass Dinge mit der Zeit unangenehmer werden und schließlich ganz zerbrechen können.“